# Karol Samuel Poniński
Karol Samuel Poniński herbu Łodzia (ur. 12 grudnia 1675, zm. we wrześniu 1727) – polski duchowny rzymskokatolicki, biskup pomocniczy poznański.

## Życiorys
20 września 1698 otrzymał święcenia diakonatu, a 17 września 1699 prezbiteriatu.
19 grudnia 1725 papież Benedykt XIII prekonizował go biskupem pomocniczym poznańskim oraz biskupem in partibus infidelium aradeńskim. 24 lutego 1726 przyjął sakrę biskupią z rąk biskupa poznańskiego Jana Joachima Tarły. Współkonsekratorami byli biskup płocki Andrzej Stanisław Załuski oraz biskup kamieniecki Stanisław Józef Hozjusz.
Pochowany w katedrze śś. Apostołów Piotra i Pawła w Poznaniu.